# Blinde boog

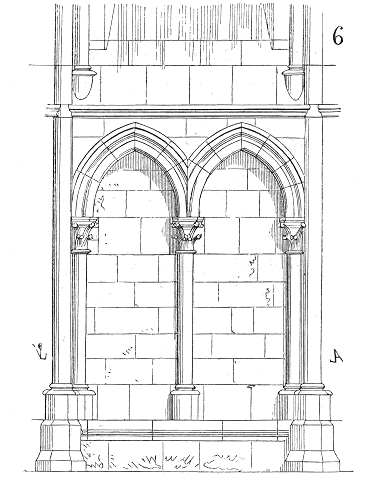
Een dubbele blinde boog

Een blinde boog is een boog in de muur van een gebouw die geen opening biedt maar geheel opgevuld is met een vaste constructie. Zodoende kan de boog niet fungeren als doorgang, deur of venster. Sommige blinde bogen waren oorspronkelijk open en zijn later opgevuld en dichtgemaakt. Andere bogen waren oorspronkelijk dicht met als doel een stilistisch element te creëren. 
Blinde bogen kunnen ook voorkomen als onderdeel van een arcade. Wanneer de gehele arcade bestaat uit blinde bogen, wordt deze een blinde arcade genoemd.

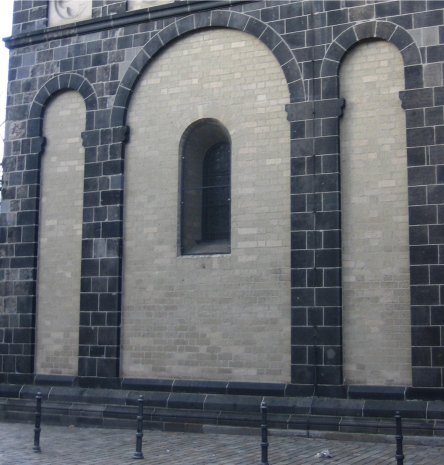
Blinde bogen in een rondboogarcade
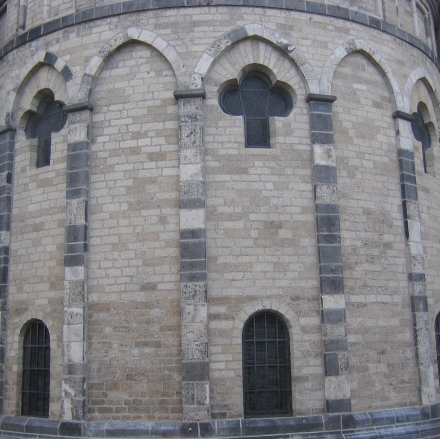
Blinde bogen in een spitsboogarcade
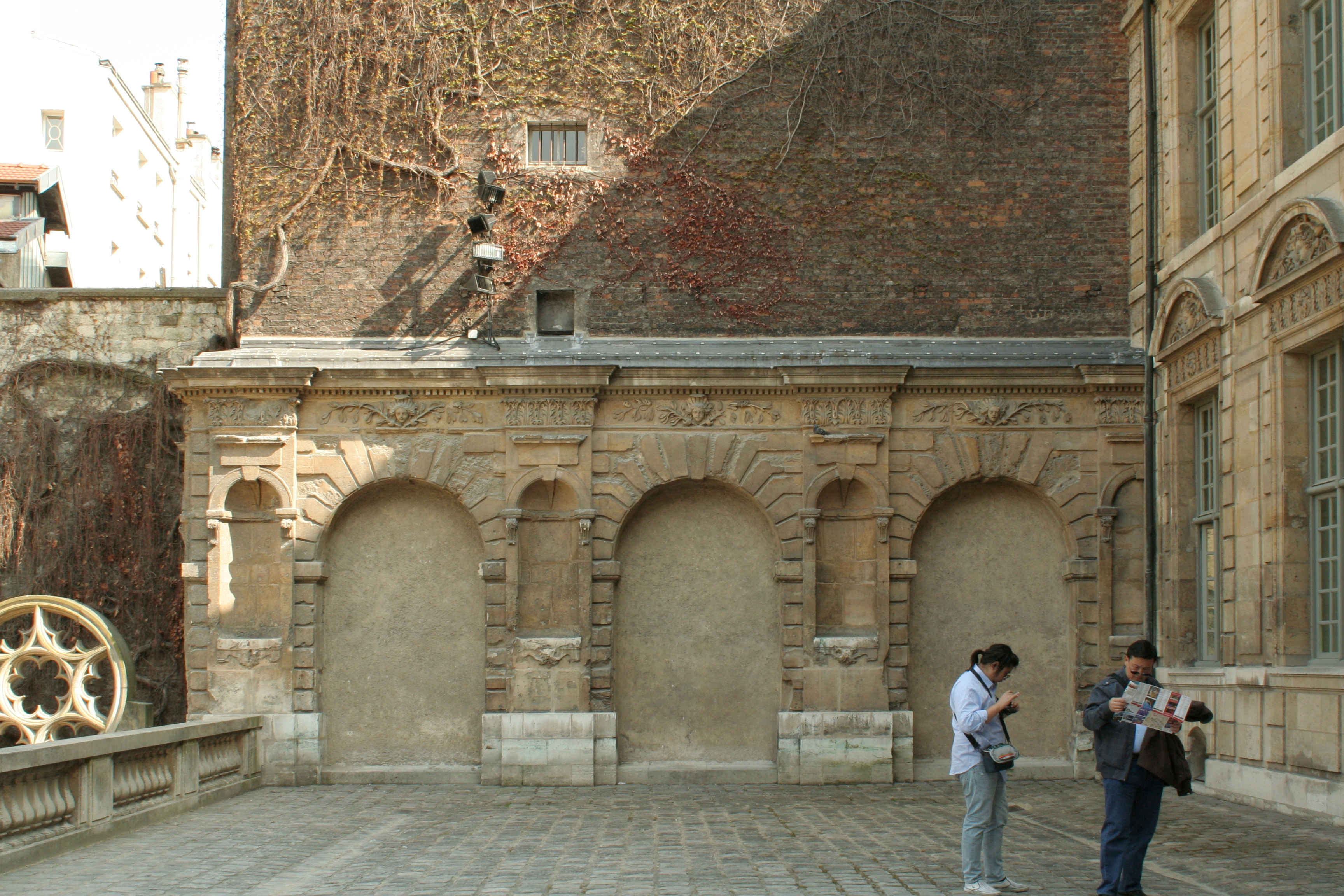
Drie blinde bogen
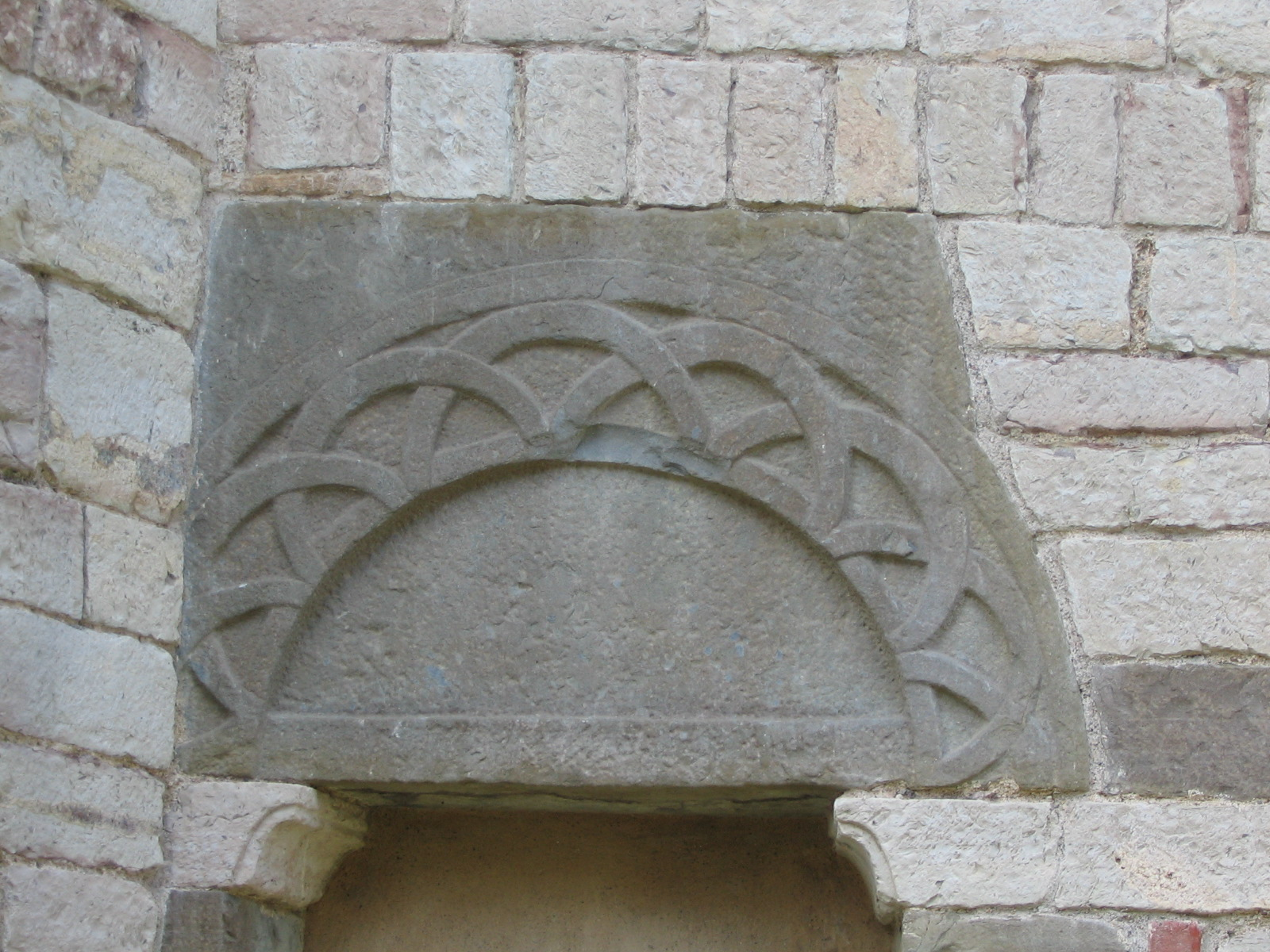
Een blinde boog
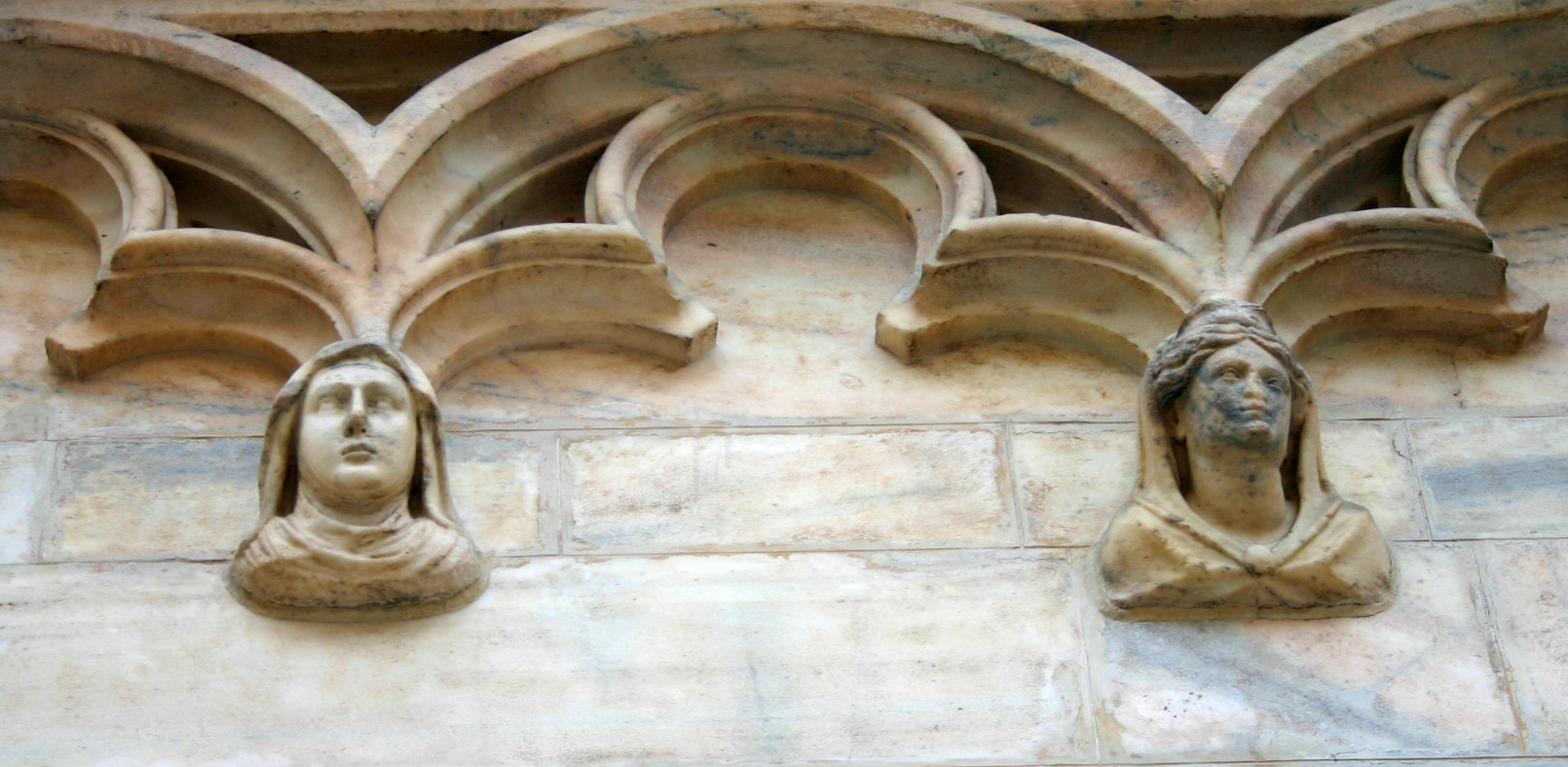
Blinde boog in een drielobbig boogfries